# Pterotrachea keraudrenii
Pterotrachea keraudrenii is een slakkensoort uit de familie van de Pterotracheidae. De wetenschappelijke naam van de soort is voor het eerst geldig gepubliceerd in 1850 door Gray.